# Eutretosoma kovacsi
Eutretosoma kovacsi är en tvåvingeart som först beskrevs av Erich Martin Hering 1941.  Eutretosoma kovacsi ingår i släktet Eutretosoma och familjen borrflugor.
Artens utbredningsområde är Etiopien. Inga underarter finns listade i Catalogue of Life.